# شو چونمی
شو چونمی (انگلیسی: Xu Chunmei؛ زادهٔ ۲۲ مارس ۱۹۶۶) بازیکن بسکتبال زن اهل چین بود. وی در بازی‌های المپیک تابستانی ۱۹۸۸ شرکت کرده‌است.